# 2. Eishockey-Bundesliga
2. Eishockey-Bundesliga var fram till år 2013 Tysklands andradivision i ishockey. Ligan skapades 1973, som den västtyska ishockeyns andradivision. Serien organiserades av DEB och ersattes till säsongen 2013/2014 av den nybildade ligan DEL2.

## Upp- och nedflyttning
I november 2007 beslutades att upp- och nedflyttning skulle återinföras. Lagen på 15:e och 16:e plats i DEL spelar nedflyttningsmatcher mot topplgen i 2 Bundesliga. Dock inleddes en dispyt kring dessa matcher, då lag i andradivisionen endast tillåts ha fem utländska spelare, medan DEL-klubbar då fick ha 12 sådana spelare, vilket anses gynna DEL-klubbarna. Därför förklarade ESBG att inga klubbar från 2. Bundesliga skulle spela sådana matcher, vilket omöjliggjorde tillämpandet av upp- och nedflyttningssystemet.
De två sämsta lagen i 2. Bundesliga skickas ner till Oberliga och de två främsta lagen i Oberliga går till 2. Bundesliga.

### Fotnoter
1. ↑  ”http://www.hockeyweb.de/del/nachrichten/artikel/news/del-neuer-modus-mit-auf-und-abstieg/” (på tyska). Hockeyweb.de. 21 november 2007. Arkiverad från originalet den 13 december 2007. https://web.archive.org/web/20071213215013/http://www.hockeyweb.de/artikel.php?a=32407. Läst 30 mars 2008.
2. ↑  ”DEL: Kein Auf- und Abstieg” (på tyska). kicker.de. 14 mars 2008. Arkiverad från originalet den 19 mars 2008. https://web.archive.org/web/20080319075912/http://www.kicker.de/news/eishockey/startseite/artikel/376298. Läst 30 mars 2008.
3. ↑  ”DURCHFÜHRUNGSBESTIMMUNGEN SENIOREN” (på tyska) (PDF). ESBG. 2007. Arkiverad från originalet den 10 april 2008. https://web.archive.org/web/20080410222229/http://www.esbg.de/Durchfuehrungsbestimmungen.pdf. Läst 31 mars 2008.